# Chechnówka
Chechnówka – wieś sołecka w Polsce położona w województwie mazowieckim, w powiecie nowodworskim, w gminie Nasielsk. W latach 1975–1998 miejscowość administracyjnie należała do województwa ciechanowskiego.

## Historia
Wieś powstała po uwłaszczeniu chłopów w 1864 co zbiegło się z budową w tym czasie nowej drogi z Dębego do Nasielska. Wytyczono działki przy nowo powstającej szosie .